# ASD-STAN
ASD-STAN (ASD STAN) ist eine Organisation, die Normen für die Europäische Luft- und Raumfahrtindustrie erstellt. Diese Normen werden als ASD-STAN prEN verkauft und anschließend als EN in das offizielle Normenwerk der CEN (Comité Européen de Normalisation – European Standards Organisation) übernommen.
ASD-STAN war früher unter dem Namen Association of European Aircraft and Component Manufacturers Standardization bzw. Association Européenne des Constructeurs de Matériel Aérospatial Normalisation (AECMA-STAN) bekannt.

## Normungsgebiete
ASD-STAN deckt neun Normungsbereiche in der Luft- und Raumfahrt sowie auf dem Verteidigungssektor ab:

### Fachbereich D01 „General“
- D01/WG01 Sitze und Inflight-Entertainment
- D01/WG02 Kabine – Einbauten und Versorgungssysteme
- D01/WG06 System Engineering
- D01/WG09 Ditching Equipment

### Fachbereich D02 „Electrical“
- D02/WG01 Electrical Network
- D02/WG02 Cables & Stripping Tools
- D02/WG03 Elements of Connection (Connectors, Contacts, Rear Accessories, Crimping Tools)
- D02/WG04 Relays, Switches, Push-Buttons
- D02/WG05 Protection Devices
- D02/WG06 Lighting (Lamps, LED etc.)
- D02/WG07 Batteries
- D02/WG08 Installation Technologies
- D02/WG09 Data Bus Systems
- D02/WG10 Optical Components
- D02/WG12 MOAA Modular & Open Avionics Architecture

### Fachbereich D03 „Mechanical“
- D03/WG01 Parts of Mechanical Systems
- D03/WG02 Fasteners
- D03/WG03 Fluids Systems

### Fachbereich D04 „Materials (Metallic & Non-Metallic)“
- D04/WG01 Light Alloys
- D04/WG03 Steels
- D04/WG04 Welding / Brazing
- D04/WG05 Test Methods
- D04/WG06 Surface Treatments
- D04/WG07 Elastomers / Sealants
- D04/WG08 Composite
- D04/WG11 Super Alloy
- D04/WG14 AM (Additive Manufacturing)
- D04/WG15 Non-Destructive Testing

### Fachbereich D05 „Autonomous Flying“
- D05/WG08 UAS Unmanned Aircraft System

### Fachbereich D06 „Quality“
Der Fachbereich Qualität umfasst die Entwicklung und Wartung aller qualitätsrelevanten Dokumente im Bereich der Produktsicherheit und des Qualitätsmanagements. Der Fachbereich D6 deckt die Entwicklung von Dokumenten hinsichtlich Produktsicherungs- und Qualitätsmanagement, Qualitätssicherung, Sicherheitsmanagement, Zuverlässigkeit, Verfügbarkeit und Wartungssicherung sowie Software-Produktsicherung ab.
Der Fachbereich spiegelt vor allem die Aktivitäten von IAQG und repräsentiert den europäischen Sektor EAQG von IAQG, um eine europäische Position zu vertreten und bei den Entwicklungen von IAQG einbezogen zu werden. IAQG entwickelt Normen, zum Teil als Erweiterung zu den bestehenden Qualitätsmanagementsystemen, mit der Zielsetzung von Qualitätssteigerungen und Kostensenkungen in der gesamten Produktentwicklung. Im Fachbereich D6 von ASD-STAN werden die folgenden Ziele von IAQG abgedeckt:
- Erstellung von Gemeinsamkeiten in der Luft- und Raumfahrt sowie Verteidigungsqualitätssystemen;
- Schaffung und Aufbau eines Prozesses der kontinuierlichen Verbesserung (z. B. Erwartungen der Industrie, Lean Manufacturing, Performance-Metriken);
- Schaffung von Methoden zur Vernetzung der Best Practices in der Luft- und Raumfahrt sowie Verteidigungsindustrie;
- Koordination von Initiativen und Aktivitäten mit regulatorischen Instanzen/Behörden und industriellen Interessengruppen, mit dem Ziel der Berücksichtigung der jeweiligen Normen als annehmbarer Nachweis.

Unter dem Dach der ASD und unter Abstimmung von ASD-STAN, EAQG und EASA wird ein Satz von Normen zum Design Organization Approval (DOA) entwickelt und von ASD-STAN veröffentlicht.
Die prominentesten Normen, welche für die gesamte Luft- und Raumfahrtindustrie wichtig sind, finden sich in der EN9100 Serie.
- D06/WG01 EAQG European Aerospace Quality Group
- D06/WG04 Design Organisation Approval (DOA)

### Fachbereich D07 „Digital Projects“
Dieser Bereich bietet die Normungsplattform für innovative Entwicklungen rund um die Digitalisierung im Bereich der Luft- und Raumfahrt.
- D07/WG01 LOTAR LOng Term Archiving and Retrieval of Digital Technical Product Data
- D07/WG02 RFID Radio Frequency IDentification
- D07/WG03 Built-in Tests
- D07/WG04 Blockchain for Aviation (BC4A)

### Fachbereich D08 „Aero Engines and Technologies“
In diesem Fachbereich können Normen für zukünftige Antriebe (Hybrid, Elektrisch, Wasserstoff etc.) entwickelt werden.

### Fachbereich D09 „Environment“
Umweltaspekte aller Fachbereiche, einschließlich der Einstufung von Normen hinsichtlich chemischer Stoffe, werden in diesem Fachbereich abgedeckt. Besonderer Schwerpunkt ist die Kompatibilität mit den Anforderungen der REACH-Verordnung.
- D09/WG01 Chemical Substances Declaration Standards
- D09/WG02 REACH Standards

## Kooperation
ASD-STAN kooperiert interaktiv mit verschiedenen europäischen und internationalen Organisationen in der Normung auf dem Gebiet der Luft- und Raumfahrt.
ASD-STAN fungiert als Technical Committee for Aerospace bei CEN und transferiert alle seine prENs an CEN, damit diese als Europäische Norm (EN) veröffentlicht werden.
Auf europäischer Ebene arbeitet ASD-STAN mit ASD, EAQG, EASA und EUROCAE zusammen. Des Weiteren findet eine Zusammenarbeit mit der EDA im Verteidigungssektor in der Luft- und Raumfahrt statt.
Auf internationaler Ebene gibt es einige Projekte zwischen ASD-STAN und AIA sowie SAE, um gemeinsame Normen zu erstellen. Im Bereich der Qualitätsnormen für die Luft- und Raumfahrt ist ASD-STAN für die europäische Veröffentlichung der 9100-Serie der International Aerospace Quality Group (IAQG) verantwortlich. ASD-STAN arbeitet mit verschiedenen Technischen Komitees von ISO in der Luft- und Raumfahrt (ISO/TC 20), Materialwirtschaft (ISO/TC 79, ISO/TC 155) und Automatisierungssystemen (ISO/TC 184) zusammen.
Bei Themen der Luft- und Raumfahrt im Verteidigungssektor ist ASD-STAN Teil der EDA Joint Maintenance Group für die Wartung der EDA (European Defence Agency) EDSTAR/EDSIS. ASD-STAN unterstützt die CEN Defence Standardisation Coordination Group (DSCG) bei der Bereitstellung benötigter Normen der Luft- und Raumfahrt. Des Weiteren gibt es ein Kooperationsabkommen mit der NATO.
ASD-STANs produktbezogenene Normen werden für die Zertifizierung von ASD-CERT gegenüber den Anforderungen von prEN 9133/EN 9133 „Aerospace series — Quality management systems — Qualification Procedure for Aerospace Standard Parts“ / „Luft- und Raumfahrt — Qualitätsmanagementsysteme — Qualifizierungsverfahren für Luft- und Raumfahrt-Normen“ verwendet.
Von ASD entwickelte Normen werden von ASD-STAN im Rahmen des ASD-STAN Normungsprozesses abgestimmt und als ASD-STAN prEN Dokument veröffentlicht.

## Entwicklung und Veröffentlichung von Normen
Die Entwicklungen von ASD-STAN werden als Technical Report (TR) oder geplante Europäische Normen (prEN) veröffentlicht. Die Abkürzung prEN wird oft als preEN gesehen, darf aber nicht mit der CEN prEN verwechselt werden und steht für „projected EN“. Die ASD-STAN Veröffentlichung prEN ist mit der CEN EN Veröffentlichung identisch.
Im Laufe der Jahre hat ASD-STAN einen verschlankten und optimierten Normungsprozess für europäische Luft- und Raumfahrtnormen im Einvernehmen mit CEN eingeführt. Dieser folgt den Prinzipien der Offenheit, Transparenz und Konsensfindung in der Verordnung europäischer Normung (1025/2012). Entsprechend den Bedürfnissen der Industrie ist es ein ständiges Ziel von ASD-STAN die Vorlaufzeit für den Normungsprozess zu reduzieren. Die Erstellung einer ASD-STAN prEN beträgt 12 Monate für Entwurf, Umfragen sowie Veröffentlichung und umfasst die folgenden Schritte:
- New Work Item (NWI) Proposal und Agreement
- Entwurf
- Ballot und Review Prozess
- Finalisierung des Norm-Entwurfs durch Aktualisierung und Formatierung
- Veröffentlichung als prEN

Mit 2275 EN-Normen – das sind circa 11 % der EN-Normen in Europa – ist ASD-STAN einer der größten Ersteller europäischer Normen. Zusätzlich sind 823 prENs und 66 Technical Reports von ASD-STAN veröffentlicht worden, die in europäische Normen transformiert werden. 2016 gab es 672 Normen im Entwicklungsprozess von rund 450 beteiligten Experten der europäischen Luft- und Raumfahrtindustrie (Daten von 06/2016).

## Mitglieder
Die europäische Luftfahrtindustrie ist mit nationalen Industrieverbänden bzw. europäischen Organisationen bei ASD-STAN vertreten. Dies ermöglicht es jedem Industriepartner, insbesondere KMUs, an den verschiedenen Normungsaktivitäten bei ASD-STAN teilzunehmen.
Derzeitige Mitglieder bei ASD-STAN
| Frankreich     | GIFAS     | Groupement des Industries Françaises Aéronautiques et Spatiales                        |
| Deutschland    | DIN e. V. | Deutsches Institut für Normung                                                         |
| Italien        | AIAD      | Federazione Aziende Italiane per l'Aerospazio, la Difesa e la Sicurezza                |
| Spanien        | TEDAE     | Asociación Española de Tecnologías de Defensa, Aeronáutica y Espacio                   |
| Schweden       | SOFF      | Säkerhets- och försvarsföretagen                                                       |
| Großbritannien | ADS       | Advancing UK Aerospace, Defence, Security & Space Industries                           |
| Europa         | EASA ASD  | European Aviation Safety Agency AeroSpace and Defence Industries Association of Europe |

## Geschichte
Die Wurzeln von ASD-STAN reichen bis Anfang 1970 zurück. Die Mitglieder der ehemaligen AECMA beschlossen, eine Gruppe von Experten für die Entwicklung von technischen Normen zu gründen (AECMA CN). Seit 1973 kooperiert diese Gruppe mit CEN (Comité Européen de Normalisation – European Standards Organisation), indem sie ihre technischen Standards für die Veröffentlichung als „EN“ durch CEN bereitstellt. Nach der späteren formalen Registrierung in Belgien als internationale Non-Profit-Interessengemeinschaft, wurde AECMA-STAN 1986 von CEN als „Assoziiertes Mitglied“ und „alleiniger Anbieter von Luft- und Raumfahrtnormen“ anerkannt.
AECMA hat sich 2004 mit zwei anderen europäischen Luftfahrtorganisationen (European Defence Industries Group) EDIG und Eurospace zu ASD, der AeroSpace and Defence Industries Association of Europe vereinigt.
Der Begriff „ASD“ war vielfach ein Synonym für die von dieser Organisation entwickelten Spezifikationen „ASD Spec 1000D“, „AECMA Spec 2000M“ und „ASD Simplified Technical English“ (siehe untenstehende Links).